# Mimosa burchellii
Mimosa burchellii är en ärtväxtart som beskrevs av George Bentham. Mimosa burchellii ingår i släktet mimosor, och familjen ärtväxter. Inga underarter finns listade i Catalogue of Life.